# قصر سان جيرمان أون ليه
قصر سان جيرمان أون ليه (بالفرنسية: Château de Saint-Germain-en-Laye)‏ هو مقر ملكي سابق يقع في بلدية سان جيرمان اون ليه على بعد 19 كم غرب مدينة باريس، فرنسا.